# Joseph G. Kendall
Joseph Gowing Kendall (* 27. Oktober 1788 in Leominster, Worcester County, Massachusetts; † 2. Oktober 1847 in Worcester, Massachusetts) war ein US-amerikanischer Politiker. Zwischen 1829 und 1833 vertrat er den Bundesstaat Massachusetts im US-Repräsentantenhaus.

## Werdegang
Joseph Kendall war der Sohn des Kongressabgeordneten Jonas Kendall (1757–1844). Nach einer guten Grundschulausbildung studierte er bis 1810 an der Harvard University, an der er danach  bis 1817 selbst als Lehrer arbeitete. Nach einem Jurastudium und seiner 1818 erfolgten Zulassung als Rechtsanwalt begann er in Leominster in diesem Beruf zu praktizieren. In den 1820er Jahren schloss er sich der Bewegung gegen den späteren Präsidenten Andrew Jackson an und wurde Mitglied der kurzlebigen National Republican Party. Zwischen 1824 und 1828 gehörte er dem Senat von Massachusetts an.
Bei den Kongresswahlen des Jahres 1828 wurde Kendall im sechsten Wahlbezirk von Massachusetts in das US-Repräsentantenhaus in Washington, D.C. gewählt, wo er am 4. März 1829 die Nachfolge von John Locke antrat. Nach einer Wiederwahl konnte er bis zum 3. März 1833 zwei Legislaturperioden im Kongress absolvieren. Seit dem Amtsantritt von Präsident Jackson im Jahr 1829 wurde innerhalb und außerhalb des Kongresses heftig über dessen Politik diskutiert. Dabei ging es um die umstrittene Durchsetzung des Indian Removal Act, den Konflikt mit dem Staat South Carolina, der in der Nullifikationskrise gipfelte, und die Bankenpolitik des Präsidenten.
Im Jahr 1832 verzichtete Kendall auf eine weitere Kandidatur. Seit 1833 bis zu seinem Tod arbeitete er bei der Gerichtsverwaltung im Worcester County. Er starb am 2. Oktober 1847 in Worcester, wohin er 1833 gezogen war.